# Laski Koszalińskie
Laski Koszalińskie est une localité polonaise de la gmina rurale de Biesiekierz, située dans le powiat de Koszalin en voïvodie de Poméranie-Occidentale. Elle se situe à environ 11 km au sud-ouest de la ville de Koszalin et 125 km au nord-est de la capitale régionale Szczecin.

## Géographie

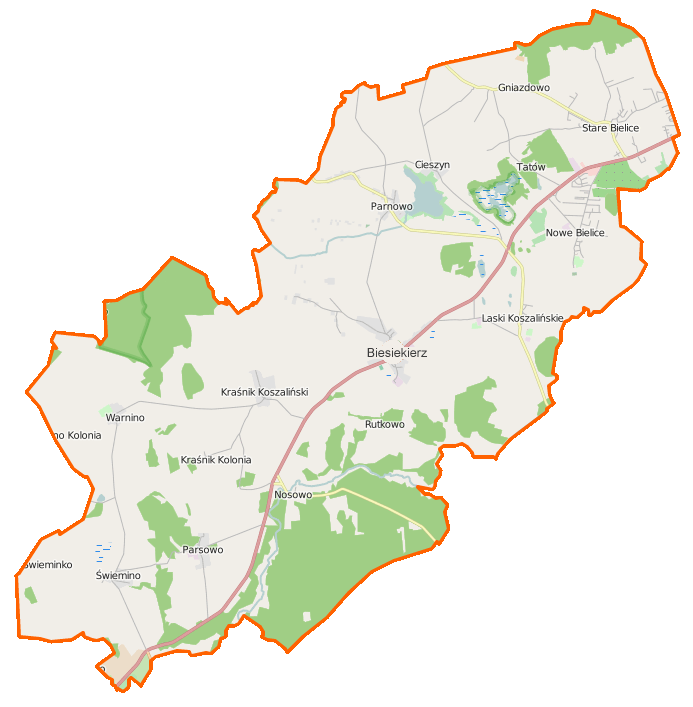
Carte de la gmina de Biesiekierz.